# Götz Draeger

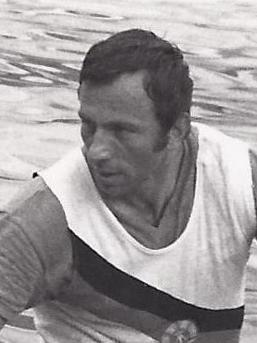
Götz Draeger nach dem Sieg auf der Rotsee-Regatta 1970 in Luzern.

Götz Draeger (* 31. Juli 1944 in Bad Landeck/Schlesien) ist ein ehemaliger deutscher Ruderer und Weltmeister im Doppelvierer.

## Karriere
Draeger begann erst mit 21 Jahren beim TSC Berlin, dem späteren SC Berlin-Grünau, mit dem Rudersport. Vorher war er Leichtathlet (Zehnkampf) und spielte Handball. Bereits nach einem Jahr wurde er 1966 DDR-Vizemeister mit Hans-Ulrich Schmied im Doppelzweier. Seine größten Erfolge erreichte er im Skullbereich. 1970 und 1971 wurde er DDR-Einer-Meister. Einen weiteren Meistertitel errang er im Doppelvierer 1974. Bei den Weltmeisterschaften 1970 in Kanada und den weltoffenen Europameisterschaften 1971 in Kopenhagen belegte er im Einer jeweils den zweiten Platz hinter Alberto Demiddi (Argentinien).
Im Rahmen der Weltmeisterschaft 1974 wurde der Doppelvierer ohne Steuermann das erste Mal ausgefahren. Götz Draeger, Joachim Dreifke, Rüdiger Reiche und Jürgen Bertow errangen auf dem Luzerner Rotsee die Goldmedaille. Im selben Jahr wurde er mit dem Vaterländischen Verdienstorden in Bronze ausgezeichnet.
Götz Draeger beendete seine aktive Karriere 1977.

## Leben
Draeger studierte an der Humboldt-Universität zu Berlin Lebensmitteltechnologie mit dem Abschluss als Diplom-Ingenieur und promovierte auf dem Gebiet der Lebensmittelchemie (Dr. rer. nat.). Von 1986 bis 1990 leitete er das Wissenschaftliche Zentrum Rudern im Deutschen Turn- und Sportbund und arbeitete anschließend bis zu seiner Pensionierung als Pharmaberater.